# Goldingen
Pour la ville en Lettonie, voir Kuldīga.
Goldingen est une localité et une ancienne commune suisse du canton de Saint-Gall, située dans la circonscription électorale de See-Gaster. 

## Histoire

Photo aérienne (1965)

Depuis le 1er janvier 2013, elle a été intégrée, tout comme Sankt Gallenkappel, dans la commune de Eschenbach.